# دانيال إيتون
دانيال إيتون (بالإنجليزية: Daniel Eaton)‏ هو راقص على الجليد أمريكي، ولد في 26 مارس 1992 في تيتوسفيل في الولايات المتحدة.

## وصلات خارجية
- دانيال إيتون على موقع الاتحاد الدولي للتزلج (الإنجليزية)
- دانيال إيتون على موقع الاتحاد الدولي للتزلج (الإنجليزية)
- دانيال إيتون على موقع الاتحاد الدولي للتزلج (الإنجليزية)